# ジュリア・ダッドレー

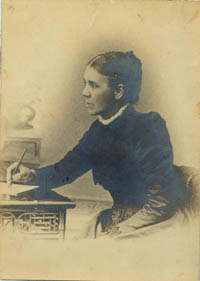
ジュリア・ダッドレー

ジュリア・エリザベス・ダッドレー（英: Julia Elizabeth Duddley、1840年12月5日 - 1906年7月12日）は、明治の日本で活動した宣教師・教育者。アメリカ合衆国イリノイ州ネイパービル出身。神戸女学院大学の前身である「女學校」（通名「神戸ホーム」）、聖和大学の前身である神戸女子伝道学校（後の神戸女子神学校）を設立した。

## 経歴
1840年、アメリカ合衆国イリノイ州ネイパービルに生まれる。13歳で父と死別。イリノイ州のロックフォード大学を卒業後、数年間、地元の女学校で教職に就く。同時に母の看病にあたり、26歳で母を看取る。その数年後、アメリカン・ボードが行った女性宣教師の募集に応じ、1873年3月にイライザ・タルカットとともに神戸に赴任。伝道活動を行う傍ら、同年9月にタルカットとともに民家（花隈村、のちに北長狭）を借り、私塾を開設。タルカットの書簡（1874.5.16）によれば、この私塾には「24人の少女と婦人」が集っていた。1875年10月12日、旧三田藩主九鬼隆義らの支援を受け、アメリカン・ボードの承認を得て、タルカットとともに諏訪山の麓に寄宿学校「女學校」（通名「神戸ホーム」、1879年「神戸英和女学校」、1894年「神戸女学院」と改称）を創立。舎監を務める。これは兵庫県最初の女学校である。1880年、学校を去り、従姉妹のマーサ・バローズとともに神戸女子伝道学校（後の神戸女子神学校。聖和大学の前身）を設立。同校は日本最古の女性教職者養成学校である。1901年、病を患い、アメリカへ帰国。カリフォルニア州南部で療養生活を送り、1906年7月12日、同地で死去。故郷ネイパービルで両親と同じ墓地に葬られている。